# 16 век пр.н.е.

## Събития
- в Месопотамия е създадена призмата от Тикунани
- около 1600 г. пр.н.е. в Китай династията Шан сменя династията Ся
- около 1500 г. пр.н.е. в Мезоамерика се създават първите постоянни земеделски стопанства на сапотеките и миштеките